# Ruscova
Ruscova è un comune della Romania di 5 190 abitanti, ubicato nel distretto di Maramureș, nella regione storica della Transilvania.